# Kambion
Kambion – w mitologii średniowiecznej fantastyczne stworzenie zrodzone ze związku demona z człowiekiem. Najczęściej był owocem stosunku inkuba z kobietą, ale mógł też być synem sukkuba i mężczyzny. Jednym z najbardziej znanych kambionów w literaturze europejskiej był Merlin.